# Volo PauknAir 4101
Il volo PauknAir 4101 era operato da un British Aerospace BAe 146 che si è schiantato durante un volo da Malaga, in Spagna, all'exclave spagnola nordafricana di Melilla il 25 settembre 1998. Tutti i 38 passeggeri e l'equipaggio a bordo dell'aereo sono rimasti uccisi nell'incidente.

## L'aereo
L'aereo, un British Aerospace 146 serie 100 (BAe 146-100), effettuò il suo primo volo nel 1983, ed era il settimo BAe 146 costruito ed originalmente consegnato alla British Airways prima di essere trasferito alla Dan-Air London un anno dopo. Dopo che l'aereo trascorse diversi anni in deposito, PauknAir ha rilevato l'aereo quando la compagnia aerea iniziò le operazioni di volo nel settembre 1995.

## L'incidente
L'aereo era decollato dalla pista 14 dell'aeroporto Pablo Ruiz Picasso di Malaga alle 8:23, ora spagnola, del 25 settembre 1998. A bordo erano presenti 34 passeggeri e un equipaggio di quattro persone. Il volo era sotto il comando del capitano Diego Clavero Muñoz, 39 anni, e del primo ufficiale Bartolomé Jiménez, 28 anni. Il volo procedeva normalmente, senza problemi e con condizioni meteo favorevoli.
La discesa era iniziata alle 8:41 ora spagnola (6:41 ora del Marocco). Nella zona di Cabo Tres Forcas (il promontorio su cui è situata Melilla) è comune che ci sia scarsa visibilità, poiché le nuvole si raggruppano tra le valli formate dalle ripide montagne del promontorio. La discesa è proseguita in condizioni meteorologiche strumentali. Nelle comunicazioni con i controllori del traffico aereo il pilota si era lamentato della nebbia. Alcune delle sue ultime parole furono: "Non vedo niente".
Alle 6:49 risuonano nella cabina di pilotaggio due allarmi che segnalavano un volo troppo basso da parte del sistema di allerta e consapevolezza del terreno (TAWS, noto anche come GPWS). Alle 6:50 l'aereo colpisce il suolo a 886 piedi di altitudine, distruggendosi. In seguito l'inchiesta sull'incidente ha concluso "visti i fatti e le analisi condotte, la Commissione conclude che l'incidente è stato causato da una collisione con il terreno in condizioni meteorologiche strumentali. Ciò conferma l'ipotesi avanzata dai membri della commissione d'inchiesta dall'inizio delle loro indagini, è un tipo di volo controllato contro il suolo dovuto a una combinazione di diversi fattori:
- Mancata applicazione della procedura di arrivo, inclusa la discesa al di sotto della quota minima di sicurezza
- Coordinamento dell'equipaggio inadeguato
- Mancata applicazione delle procedure aziendali in materia del GPWS."[2]